# カンブリア紀第十期
| 累代        | 代     | 紀           | 基底年代 Mya |
| ----------- | ------ | ------------ | ------------ |
| 顕生代      | 新生代 | 第四紀       | 2.58         |
| 顕生代      | 新生代 | 新第三紀     | 23.03        |
| 顕生代      | 新生代 | 古第三紀     | 66           |
| 顕生代      | 中生代 | 白亜紀       | 145          |
| 顕生代      | 中生代 | ジュラ紀     | 201.3        |
| 顕生代      | 中生代 | 三畳紀       | 251.902      |
| 顕生代      | 古生代 | ペルム紀     | 298.9        |
| 顕生代      | 古生代 | 石炭紀       | 358.9        |
| 顕生代      | 古生代 | デボン紀     | 419.2        |
| 顕生代      | 古生代 | シルル紀     | 443.8        |
| 顕生代      | 古生代 | オルドビス紀 | 485.4        |
| 顕生代      | 古生代 | カンブリア紀 | 541          |
| 原生代      | 原生代 | 原生代       | 2500         |
| 太古代      | 太古代 | 太古代       | 4000         |
| 冥王代      | 冥王代 | 冥王代       | 4600         |
| 1. 2. 3. 4. |        |              |              |

カンブリア紀の第十期（だいじゅうき）は、カンブリア紀の最後の地質時代。約4億8950万年前から4億8540万年前（誤差190万年）にあたり、この時代に相当する地層はステージ10と呼ばれる。前の期はカンブリア紀四番目の世を三分した中期のジャンシャニアン、次の期は前期オルドビス紀を二分した前期であるトレマドキアン。
下部の境界として三葉虫の Lotagnostus americanus の初出現が提唱されたが、他の化石もまた議論に上がった。上側の境界はコノドントのイアペトグナトゥス・フルクティヴァグスの初出現として定義されている。

## 名称
カンブリア紀第十期の名前は国際層序委員会が公式には命名していないが、地域的な名称は数多く存在する。アメリカ合衆国ユタ州のワーワー山脈のローソン湾にちなんだローソニアン (Lawsonian) を好む研究者もいる。

## 標準層序
国際層序委員会は、どの地質学的セクションと生物層序をカンブリア紀第十期の定義に使用するか議論を続けている。
ステージ10の候補地は未だ調査中である。最初に提唱されたのは中華人民共和国浙江省Duibian付近のセクションであり、後に提唱されたアメリカ合衆国ユタ州のハウス・レンジのスチームボート・パスが有力視されている。コノドント化石がステージ10の基底に使用される場合、オーストラリアやカザフスタンおよびカナダなどでは、より多くのセクションが国際標準模式層断面及び地点(GSSP)の候補となる可能性が高いと考えられている。
生物層序学的マーカーの候補としては、三葉虫やコノドント種の初出が挙げられる。三葉虫の Lotagnostus americanus はICSが最初に提唱した種であるが、問題があることが後に分かっている。2006年には別の研究グループがコノドントコルディロドゥス・アンドレシをマーカーに提唱した。現在では、世界的に分布していること、大陸から周潮環境まで相に依存せず化石が知られていることから、数多くの研究者がエオコノドントゥス属の種 Eoconodontus notchpeakensis の初出現を支持している。
Eoconodontus notchpeakensis の提案では、第十期の始まりを世界的に対応させるために非生物層序的マーカーを組み込むことも提案されている。E. notchpeakensis のレンジの下部では、炭素同位体比の上昇（HERBイベント）が発生している。

## 下位分類
カンブリア紀第十期は、異なる生物層序ゾーンを用いて細分化することができる。複数のコノドントゾーンとサブゾーン、三葉虫のゾーンとサブゾーンでそれぞれ区分できる。